# Matyáš Jachnicki
Matyáš Jachnicki (16 de maio de 1999) é um voleibolista profissional Tcheco, jogador posição ponta. Desde a temporada 2019/2020 é jogador do clube AERO Odolena Voda.